# Elies Rogent i Amat
|  | Aquest article tracta sobre l'arquitecte. Vegeu-ne altres significats a «Elies Rogent i Massó». |

Elies Rogent i Amat   (Barcelona, 6 de juliol de 1821 - Barcelona, 21 de febrer de 1897) fou un arquitecte català del segle xix. Va desenvolupar la seva activitat principal a Barcelona, però també treballà a Vic, d'on va ser-ne l'arquitecte municipal, i en altres poblacions com Mataró, Sant Cugat del Vallès o Ripoll. Professor de l'Escola Provincial d'Arquitectura de Barcelona, va ser mestre d'arquitectes modernistes com Lluís Domènech i Montaner i d'Antoni Gaudí, de qui va dir al signar el seu títol d'arquitecte: «He aprovat un boig o un geni». Té un carrer dedicat a Barcelona, al barri del Clot.

## Biografia

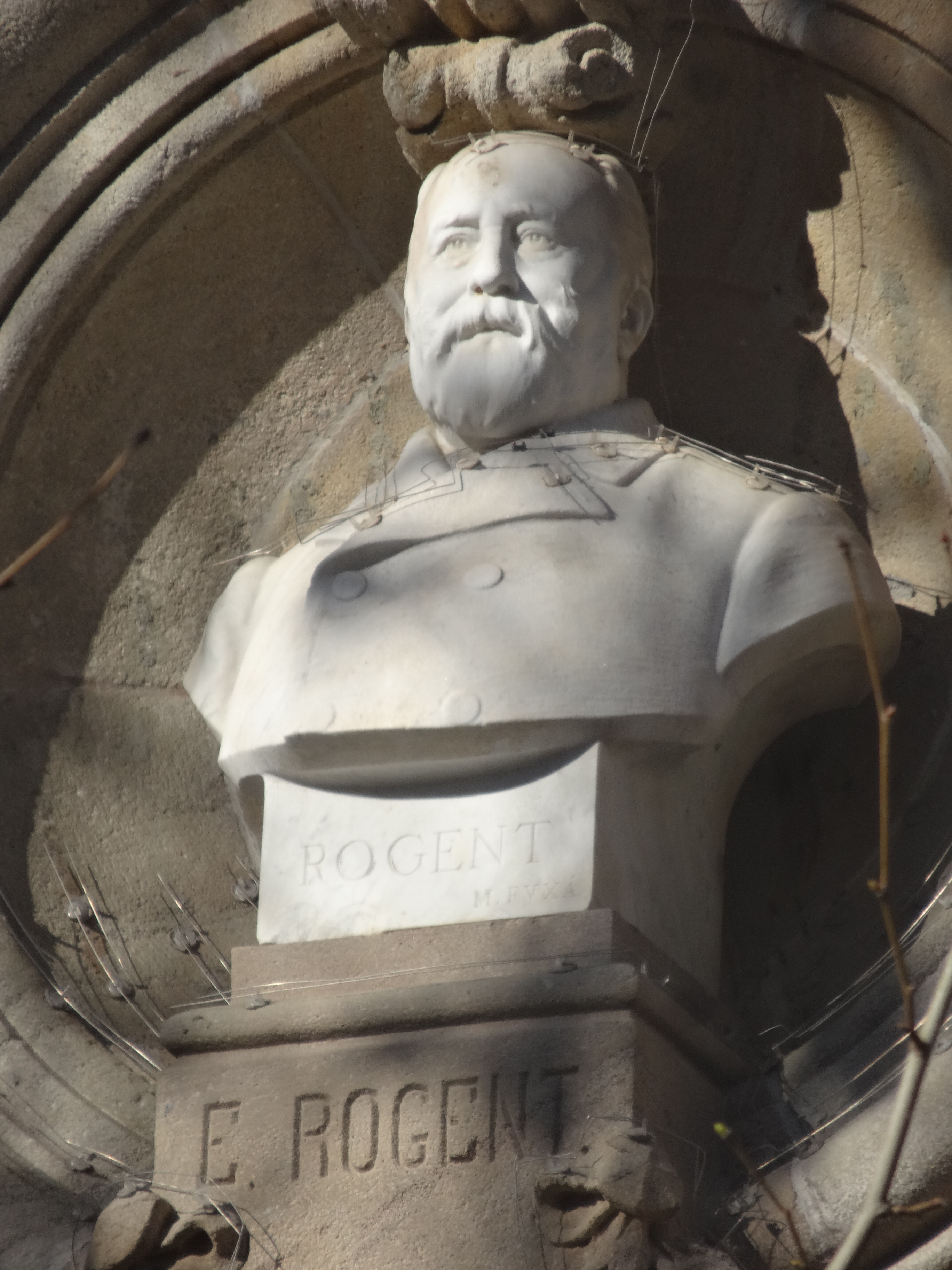
Bust d'Elies Rogent al Palau del Parlament de Catalunya.

Era fill de Josep Maria Rogent i Ginestet i Maria Amat i Balasch, família dedicada a la venda de materials per a la construcció i amb interès per l'arquitectura. Casat amb Joaquima Pedrosa i Espalter d'Esparreguera, filla de Joaquim Pedrosa, que li havia encarregat la construcció del Pont de la Puda de Montserrat, varen ser pares de Josep Rogent i Pedrosa i de Francesc Rogent i Pedrosa, i avis de Elies Rogent i Massó.
El 1840, va començar els seus estudis d'arquitectura a l'Escola de Llotja de Barcelona. Aquesta no era encara un centre acadèmic important, i les dificultats econòmiques van ser la causa d'una docència molt limitada, amb una marcada manca d'estudis tècnics i científics relacionats amb l'arquitectura i s'impartien més aviat disciplines més artístiques i figuratives. Aquests fets, i el caràcter encara molt classicista dels estudis, van decebre profundament Rogent i el van dur a mobilitzar-se a descobrir l'arquitectura medieval, primer catalana, i posteriorment la de tota la península Ibèrica. Així, començà a visitar totes les edificacions medievals que trobava a la rodalia de Barcelona, com per exemple el Monestir de Poblet, que el deixa completament enlluernat, o el de Santes Creus. Aquesta devoció venia marcada per diverses influències, com ara la de l'obra de Francesco Miliza Principii di Architettura civile (1781), o per les idees d'Eugène Viollet-le-Duc, així com les de Claudio Lorenzale, Pau Milà i Fontanals, Manuel Milà i Fontanals i tot el cercle de natzarens catalans, influenciats pel romanticisme d'inspiració francesa.
El 1845 es va crear l'Escuela Especial de Arquitectura a Madrid, lligada a la Real Academia de Bellas Artes de San Fernando, i després d'aprovar un examen, Rogent hi va ingressar com a alumne de tercer curs. A través de les seves memòries, sabem que a Madrid pogué estudiar lliurement l'arquitectura, deixant de banda el classicisme i la visió acadèmica per a valorar i treballar la diversitat dels estils històrics (especialment el gòtic), gràcies sobretot als professors Aníbal Álvarez i Antonio Zabaleta. L'any 1848 va aprovar el cinquè curs, i després de realitzar els exàmens de Revàlida, va obtenir el títol d'arquitecte el 20 de febrer del 1851. Un any més tard va ingressar al cos de catedràtics en guanyar la Càtedra de Topografia i Composició de l'Escola de Mestres d'Obres de Barcelona.
L'any 1855 viatjà a París per tal de visitar l'Exposició Universal de París, amb Claudio Lorenzale i amb Joaquim Espalter i Rull, dos dels natzarens catalans, que tenien com a objectiu bàsic passar per Alemanya per tal de veure l'arquitectura germànica. A Múnic, Rogent descobrí l'anomenat Rundbogenstil (estil d'arc de punt rodó), una combinació de l'arquitectura del primer renaixement italià i l'arquitectura medieval, els edificis més representatius del qual són la Biblioteca estatal de Baviera, la Universitat de Múnic i el pavelló de cantonada del Max Josephstift a la Ludwingstrasse. Aquest estil el marcaria significativament i l'utilitzaria clarament a l'edifici històric de la Universitat de Barcelona i en altres construccions. A més, va viatjar també a Estrasburg, Stuttgart, Nuremberg, Dresden, Berlín i a Potsdam.
A partir de la dècada del 1860, Rogent viatjaria per Madrid, Andalusia, Castella, València i Mallorca. L'any 1869 visità altra vegada París, Alemanya, Viena, i aquest cop també el nord d'Itàlia: Florència, Pisa, Trieste i Venècia.
Va ser nomenat Acadèmic corresponsal de l'Academia de San Fernando el 30 de març del 1866 i director de l'Escola Provincial d'Arquitectura de Barcelona l'any 1871, càrrec del qual va dimitir l'any 1889. També fou membre de la Reial Acadèmia Catalana de Belles Arts de Sant Jordi.
El dia 26 de gener del 1887, l'alcalde de Barcelona Francesc Rius i Taulet li encarregà la direcció d'obres de l'Exposició Universal de 1888. Per a tirar endavant aquell projecte va fer canvis molt importants sobre el projecte original de Josep Fontserè i Mestre, i va aconseguir que es realitzés en un temps record amb l'ajut d'un dels seus deixebles, com ara Domènech i Montaner.

## Teoria arquitectònica
Gràcies als seus apunts com a professor a l'Escola Provincial d'Arquitectura de Barcelona, de la qual va ser-ne el director des del 1871 fins al 1889, podem conèixer les seves teories sobre l'arquitectura. El debat entre classicistes i medievalistes tenia per objectiu trobar una arquitectura pròpia del segle xix, i Rogent recolzava l'eclecticisme (una amalgama d'estils i elements que tenien el seu origen en diversos moments de la història) com a camí que calia seguir per arribar a aquest objectiu (però no com a estil amb el qual ens podíem conformar) i veia clarament la falta d'una direcció clara per trobar un estil propi.
Als seus apunts, Rogent comentava que a l'Escola d'Arquitectura s'havien inclòs tots aquells aspectes que mancaven a l'Escola de Llotja de Barcelona, com ara l'explicació i la valoració de les diferents manifestacions arquitectòniques del llarg de la història. També valorava i reflexionava sobre la història de l'arquitectura, i sobre estètica, que entenia com a una ciència objectiva que ens facilita la teorització, i per tant, també la posada en pràctica de l'aplicació de la bellesa, bàsica, doncs, per tal de treballar l'arquitectura.
Segons Rogent, l'arquitectura parlant, expressiva, és la que en redueix la dialèctica a la relació que es crea entre els elements horitzontals (sustentats) i elements verticals (sostinguts), gràcies a tres punts: la grandària material, la senzillesa i homogeneïtat de les formes i la rectitud dels elements lineals. La comunicació de l'arquitectura es realitza mitjançant la distribució harmònica de plens i buits; el matís i la particularitat d'un edifici s'aconsegueixen mitjançant l'emmotllurament, l'ornamentació i el color; l'estil ve determinat per la forma i la interrelació que prenen els elements sustentats i els sostinguts. Els estils d'altres èpoques no poden expressar l'esperit d'aquesta, i cal trobar la comunicació entre el creador i l'espectador, entre l'obra i la societat: «el contingut de l'art són unes idees i l'art serveix per realitzar-les sensiblement.»

## Estil arquitectònic

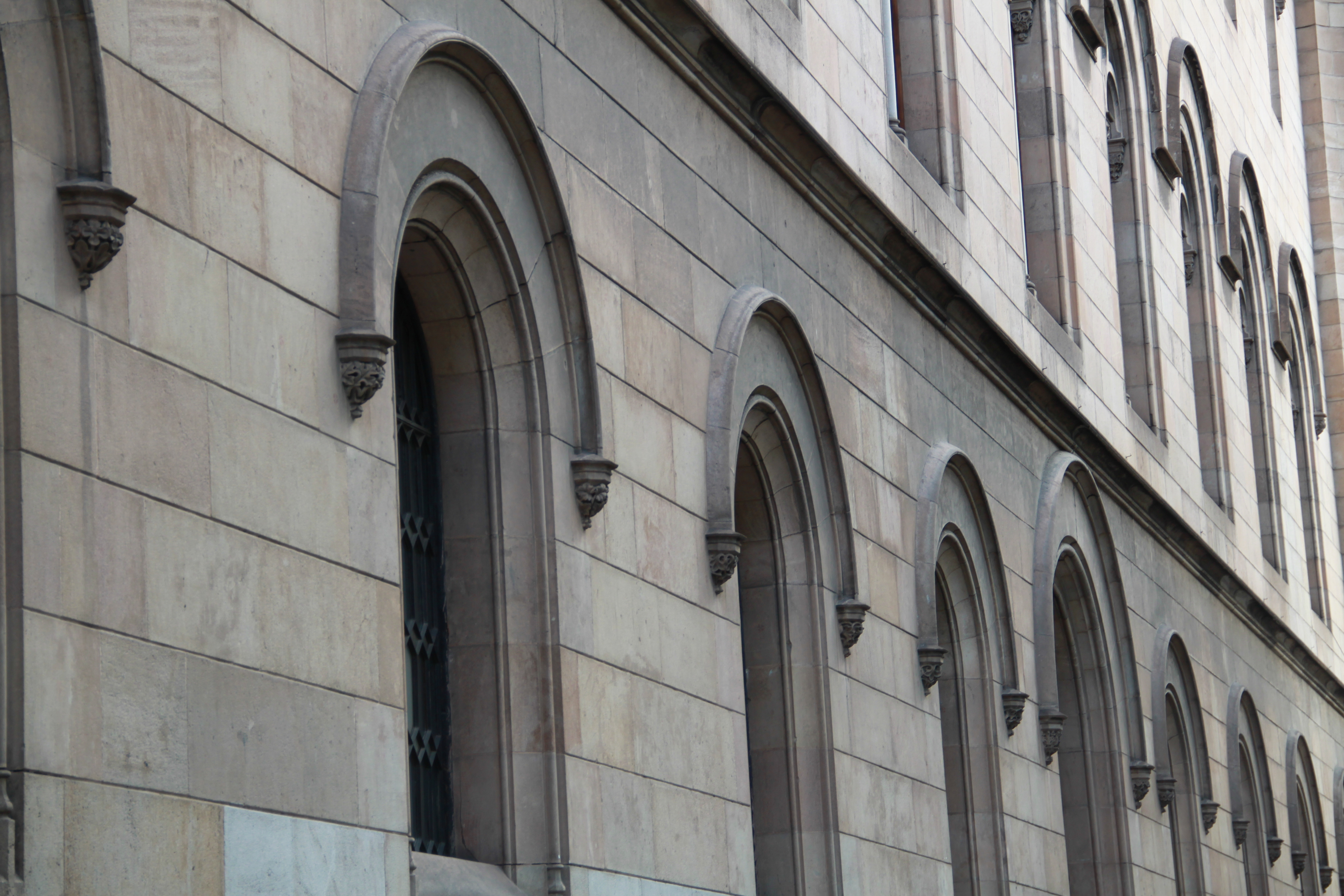
Arcs de mig punt a la façana de l'Edifici històric de la Universitat de Barcelona

L'arquitectura de Rogent es pot definir com una arquitectura senzilla, racional, rigorosa, amb un ús de l'ornamentació molt restringit, utilitzada només en llocs molt determinats i sempre de manera molt esquemàtica. Els elements més utilitzats per Rogent a nivell d'ornamentació són els arcs de mig punt, les arquivoltes recolzades sobre mènsules (elements presos del Rundbogenstil alemany), les cornises i les motllures. Les cornises són utilitzades gairebé sempre com a element que remata el capdamunt dels edificis, i sovint, torres o pilars són col·locats als laterals. Les façanes llises i contínues, compostes de manera simètrica i esquemàtica, són protagonitzades sempre pel buit, acompanyat, si s'escau, per les obertures, sempre uniformes, i molt sovint utilitzant les finestres biforades. Per a Rogent, les línies rectes, gairebé sempre marcades per l'horitzontalitat, tenen un simbolisme; la unitat, la immaterialitat i l'eternitat són el què ens representen les línies rectes - de la mateixa manera, per a Rogent, la línia corba respon a la bellesa- i l'esplendor, la grandiositat i la solemnitat són els sentiments que ens transmeten les línies horitzontals.
Per sobre de tot però, l'arquitectura de Rogent es basa en la idea que l'arquitectura ha de ser expressiva; ha de parlar-nos dels usos de l'edifici i del que simbolitza, i ha d'aconseguir respondre a les necessitats i als gustos de la societat del moment. El primer element, i el més important a tenir en compte a l'hora de construir responent a aquests criteris, és la projecció de la planta de l'edifici, la qual ha de transmetre una adaptació als usos d'aquest. És per aquest fet que Rogent realitzà sovint unes plantes simètriques, com a l'edifici històric de la Universitat de Barcelona, amb els elements més importants situats al centre.

## Obres
L'obra de Rogent és molt diversa, ja que treballà en edificis públics que obtingueren forta rellevància com l'edifici històric de la Universitat de Barcelona, en edificis privats com algunes cases de la nova Eixample de Barcelona i treballà també com a restaurador del patrimoni arquitectònic del nostre país.

### Barcelona
| Any            | Nom                                               | Localització | Descripció | Estat | Foto                                            |
| -------------- | ------------------------------------------------- | --- | --- | --- | ----------------------------------------------- |
| 1856           | Arc-capella per al panteó dels Bonaplata          | Cementiri del Poblenou, Departament 2, arc-capella 49 | Estil classicista amb elements neobarrocs; la part escultòrica és del taller de Fausto Baratta. | | Fotografia                                      |
| 1857           | Casa Josep Antoni Buxeres                         | Palau, 5 | Rogent va fer diversos projectes d'habitatges per als terrenys resultants de l'enderrocament del Palau Reial Menor. Palauet urbà de planta baixa, quatre plantes i golfes, amb pati i una gran portal d'arc de mig punt. | |                                                 |
| 1858           | Reforma del Palau Palmerola                       | Portaferrissa, 7-9 | Façana per al palau dels marquesos de Palemerola (segle xviii), refeta en estil academicista. | |                                                 |
| 1859 - 1866    | Casa Manuel de Compte                             | Palau, 4 | Molt similar a la casa Buxeres, també segueix la tipologia de palauet urbà, el divideix en sis plantes, dividides visualment a la façana en dues parts; una que inclou la planta baixa i l'entresòl, definida per una gran pedra que fa de sòcol i l'altra, la resta de pisos, amb un estucat llis i unes línies d'imposta que trobem als sostres de cada pis. L'edifici és coronat amb una cornisa amb arcuacions. | | Casa Manuel de Compte                           |
| 1859           | Casa Isidre Sicart i Soler                        | Avinyó, 27-29 i Comtessa de Sobradiel, 2ref>«Isidro Sicart. Escudillers 75-79, (ara Avinyo 27-29 i Comtessa Sobradiel 2). Enderroc i reedificació d'unes cases». Q127 Foment 66/1859. AMCB, 29-03-1859.</ref> | | | Fotografia                                      |
| 1859           | Casa Joaquim de Compte                            | Ataülf, 12 | | | Fotografia                                      |
| 1859           | Casa Feliu Mitjans                                | Palau, 8 i Comtessa de Sobradiel, 5 | | | Fotografia                                      |
| 1860           | Casa Coll                                         | Comtessa de Sobradiel, 3 | | | Fotografia                                      |
| 1860           | Casa Joan Manuel Bofill                           | Ample, 23 i Carabassa, 21 | | | Casa Joan Manuel Bofill                         |
| 1861           | Casa Antoni Miret                                 | Ataülf, 14 | | |                                                 |
| 1863 - 1892/93 | Edifici històric de la Universitat de Barcelona   | Gran Via de les Corts Catalanes, 585 41° 23′ 11.59″ N, 2° 9′ 50.35″ E / 41.3865528°N,2.1639861°E | Obra inspirada en el Rundbogenstil alemany, iniciada l'any 1863 i finalitzada totalment l'any 1889. | | Edifici històric de la Universitat de Barcelona |
| 1850-1865      | Pantà de Vallvidrera                              | Collserola, Barcelona 41° 24′ 53.5″ N, 2° 5′ 52″ E / 41.414861°N,2.09778°E | És considerada una obra mestra de l'enginyeria hidràulica del segle xix. | | Pantà de Vallvidrera                            |
| 1850-1860      | Casa del guarda del Pantà de Vallvidrera          | Camí del Pantà, 23 | Edifici de planta baixa i pis d'estil eclèctic. | Rehabilitada, és l'espai d'interpretació del pantà i el seu entorn natural. |                                                 |
| 1850-1864      | Torre d'aigües del Pantà de Vallvidrera           | Collserola 41° 24′ 53.5″ N, 2° 5′ 52″ E / 41.414861°N,2.09778°E | Torre que emmagatzema i dona pressió a l'aigua del pantà perquè arribi a les fonts públiques. | | Fotografia                                      |
| 1863           | Reforma i ampliació de Sant Miquel del Port       | Sant Miquel, | Ampliació de l'església de 1755: convertí l'estructura d'una a tres naus i hi afegí un fals creuer, amb una cúpula al damunt. | |                                                 |
| 1864-1880      | Passatge del Rellotge                             | Escudellers, 38-40 i Còdols, 2-8 | Tot i que el projecte incial, datat el maig del 1862, és obra de Narcís Nuet, Rogent n'assumí la direcció el novembre del 1863 i s'encarregà de l'ampliació als núms. 6 i 8 del carrer dels Còdols cap al 1880. | |                                                 |
| 1865           | Restauració de Santa Maria del Mar                | Plaça de Santa Maria, 1 41° 23′ 01″ N, 2° 10′ 55″ E / 41.38361°N,2.18194°E | Restauració de l'altar, les finestres altes del cos central, el cancell i el rellotge. | | Santa Maria del Mar                             |
| 1868           | Restauració i nova façana de la Capella del Palau | Ataülf, 4 | Façana historicista amb alguns elements originals reaprofitats, com les arquivoltes de la porta i una finestra coronella del segle xiv. | |                                                 |
| 1866-1868      | Panteó Permanyer                                  | Cementiri del Poblenou, Departament 2, núm 163 | Panteó de planta octogonal decorat amb relleus del taller dels germans Vallmitjana que representen les virtuts cardinals. | |                                                 |
| 1868           | Casa Evarist Arnús                                | Passeig de Gràcia, 82 i Mallorca, 265-267 | Edifici de tipologia entre palauet urbà i casa de veïns dividit en cinc plantes. El tractament de la façana divideix també la planta baixa de la resta de l'edifici col·locant una pedra que fa la funció de sòcol que es delimita al sostre del pis principal amb un fris i una cornisa. La planta és estructurada al voltant d'un pati interior de planta octogonal que fa de distribuïdor de la planta baixa. | Enderrocada el 2000. Només se'n conserva el celobert amb columnes de la planta baixa i pis principal. |                                                 |
| 1868           | Panteó Arnús                                      | Cementiri del Poblenou, Departament 2, núm 119 | Panteó per a la família d'Evarist Arnús i de Ferrer, d'estil medievalista, amb un cimbori octogonal i quatre façanes amb frontons triangular. L'àngel de marbre és de Joan Roig Solé. | |                                                 |
| 1869           | Edificis del Passatge de la Banca                 | Rambla, 4-6 i Passatge de la Banca, 1-3 i 2-4 41° 22′ 38.65″ N, 2° 10′ 38.56″ E / 41.3774028°N,2.1773778°E | Dos edificis a banda i banda del passatge, amb façana a la Rambla, De caràcter acadèmic. L'acabat de la part baixa imita la pedra i els altres tres pisos tenen estucat llis, amb llosanes de pedra als balcons. | |                                                 |
| 1871           | Casa Joan Almirall                                | Pelai, 36 | Habitatge ja totalment seguint la tipologia de casa de veïns, destinada a famílies de classe social mitja, tipologia que s'anirà repetint a tota l'Eixample. De planta baixa i quatre pisos, és un edifici de planta rectangular, amb un pati interior al qual ja no s'hi pot accedit des del carrer. La tipologia de façana esdevindrà una solució tipificada, amb la divisió de sòcol a la planta baixa i un parament igual per a la resta de pisos amb un coronament final de l'edifici amb el ràfec, un fris i una balustrada. | |                                                 |
| 1872-1876      | Casa Miquel Albà                                  | Ronda de Sant Pere, 36 | Edifici que segueix també la tipologia de casa de veïns, dividit en cinc pisos. La façana segueix la divisió de la planta baixa amb un sòcol de pedra, i un estucat agrupa la superfície de la resta de pisos. | |                                                 |
| 1872-1876      | Casa Felip Bertran i d'Amat                       | Carrer de Pau Claris i Gran Via de la Corts Catalanes | Edifici dividit en quatre pisos, seguint el mateix model de façana de divisió entre la planta baixa tractada amb un sòcol i la resta de pisos seguint el mateix tractament de superfície. | |                                                 |
| 1872-1875      | Intervenció al Gran Teatre del Liceu              | La Rambla 41° 22′ 49″ N, 2° 10′ 25″ E / 41.38028°N,2.17361°E | Renovació de la coberta, les instal·lacions generals i el restaurant. | Refet el 1994 | Gran Teatre del Liceu                           |
| 1878           | Casa Vidal-Quadras i Ramon                        | Via Laietana, 41 | És uns dels dos edificis que queden de l'antiga Riera de Sant Joan, desapareguda amb l'obertura de la Via Laietana. | La tribuna que dona a la Via Laietana és una reforma posterior d'autor desconegut. | Fotografia                                      |
| 1879           | Casa del Cotó                                     | Gran Via de les Corts Catalanes, 670 | Edifici promogut per Miquel Boada i Vilumara i projectat en estil academicista. | El 1958 va ser adquirit pel Gremi de Fabricants del Cotó, que en va fer la seu social, i que el va ampliar amb tres plantes d'estil classicista projectades per Nicolau M. Rubió i Tudurí. Avui acull l'hotel Cotton House. | Fotografia                                      |
| 1879-1904      | Edifici del Seminari Conciliar de Barcelona       | Diputació, 231 | Edifici de planta de creu grega, on Rogent situa al centre d'aquesta, la capella, seguint la seva teoria organitzativa per la qual situa els espais més importants d'un edifici al centre d'aquest. | Restaurat just després de la Guerra Civil espanyola (1936-1939) | Seminari Conciliar de Barcelona                 |
| 1883           | Torre Bertran                                     | Musitu, 24 | Torre de planta baixa i dos pisos, envoltada de jardins. | Ampliada el 1951 | Torre Bertran                                   |

### Mataró
| Any  | Nom             | Localització                                               | Descripció | Estat | Foto            |
| ---- | --------------- | ---------------------------------------------------------- | --- | ----- | --------------- |
| 1863 | Presó de Mataró | Mataró. 41° 32′ 30″ N, 2° 26′ 37″ E / 41.54167°N,2.44361°E | Primer edifici carcerari construït segons el concepte panòptic (tota la part interior es pot veure des d'un sol punt), ideat pel filòsof anglès Jeremy Bentham al segle xviii. |       | Presó de Mataró |

### Ripoll
| Any       | Nom                                               | Localització                                              | Descripció | Estat | Foto               |
| --------- | ------------------------------------------------- | --------------------------------------------------------- | ---------- | ----- | ------------------ |
| 1862-1892 | Restauració del Monestir de Santa Maria de Ripoll | Ripoll. 42° 12′ 5″ N, 2° 11′ 26″ E / 42.20139°N,2.19056°E |            |       | Monestir de Ripoll |

### Sant Cugat del Vallès
| Any  | Nom                                                            | Localització                                                           | Descripció | Estat | Foto                              |
| ---- | -------------------------------------------------------------- | ---------------------------------------------------------------------- | --- | --- | --------------------------------- |
| 1860 | Antiga Casa de la Vila                                         | Plaça de Barcelona, 17, Sant Cugat del Vallès                          | En origen, era el Restaurant-Cafetí Rin, la façana del qual havia estat projectada per Rogent. Façana classicista, amb pilastres corínties i coronament mixtilini amb rellotge. | L'any 1931 va ser reformat per l'arquitecte municipal Enric Mora per convertir-lo en Casa de la Vila, fins que el 2007 va traslladar-se a una nova seu. |                                   |
| 1880 | Restauració del Claustre del Monestir de Sant Cugat del Vallès | Sant Cugat del Vallès 41° 28′ 25″ N, 2° 5′ 6″ E / 41.47361°N,2.08500°E | | | Monestir de Sant Cugat del Vallès |

### Urbanisme
Rogent també treballà molt en el camp de l'urbanisme i també en projectes d'enginyeria hidràulica, i va formar part de la Junta de Censura i Qualificació del projecte de l'Eixample de Barcelona. Alguns dels seus treballs en aquests camps són per exemple:
- Projecte per la portada d'aigua a Vic, realitzat el 1855.
- Rectificació del carrer Parellades de Sitges, l'any 1856.
- Projecte de rectificació del Torrent de la Font de la Massana a Roda de Ter, l'any 1856.
- Rectificació del carrer de Santa Clara a Vilafranca l'any 1856.
- Projecte de rectificació i empedrat del carrer Manlleu de Vic l'any 1856.
- Empedrat del carrer Nou de Vic l'any 1857
- Obertura d'un carrer a Sarrià per enllaçar l'antic carrer de Barcelona i el carrer Major l'any 1857.
- Projecte del pont de la Puda de Montserrat sobre el Llobregat l'any 1858.
- Projecte de deu casetes de bany al balneari de La Puda a Esparreguera l'any 1858.
- Urbanització a Barcelona del Barri de Palau l'any 1858.
- Projecció d'un carrer a Sarrià per unir els carrers Ferran i Sagrat Cor l'any 1859.[29]
- Estudi hidrològic encarregat per la Compañía de Aguas de Barcelona de l’aqüífer de Dosrius, l'any 1874.[30]

## Altres
Va escriure les monografies Sant Cugat del Vallés. Apuntes histórico-críticos (1881), Santa Maria de Ripoll. Informe sobre las obras realizadas en la basílica (1887), i Monasterio de San Llorens del Munt. Memoria descriptiva (1891).